# Retinopatia del prematur
La retinopatia del prematur (RP), també anomenada fibroplàsia retrolenticular i síndrome de Terry, és una malaltia de l'ull que afecta els nadons prematurs que generalment han rebut cures neonatals intensives, en què s'utilitza oxigenoteràpia a causa del desenvolupament prematur del seu pulmons. Es creu que es produeix per un creixement desorganitzat de vasos sanguinis de la retina que pot provocar cicatrius i el seu despreniment. La RP pot ser lleu i es pot resoldre espontàniament, però pot suposar ceguesa en casos greus. Com a tal, tots els nadons prematurs corren risc de patir RP i un pes al naixement molt baix és un factor de risc addicional. Tant la toxicitat de l'oxigen com la hipòxia relativa poden contribuir al desenvolupament de la RP.
Va ser informat per Theodore L. Terry per primera vegada el 1942.